# Jedlice (Ozimek)
Jedlice (deutsch: Jedlitze) ist ein Ort an der Malapane in der Landgemeinde Ozimek (Malapane) im Powiat Opolski der Woiwodschaft Opole (Oppeln) in Polen.

## Geografie
Jedlice liegt fünf Kilometer nordwestlich von Ozimek (Malapane) und 20 Kilometer östlich von Opole (Oppeln). Im Norden von Jedlice befindet sich der Turawa-Stausee.

## Geschichte

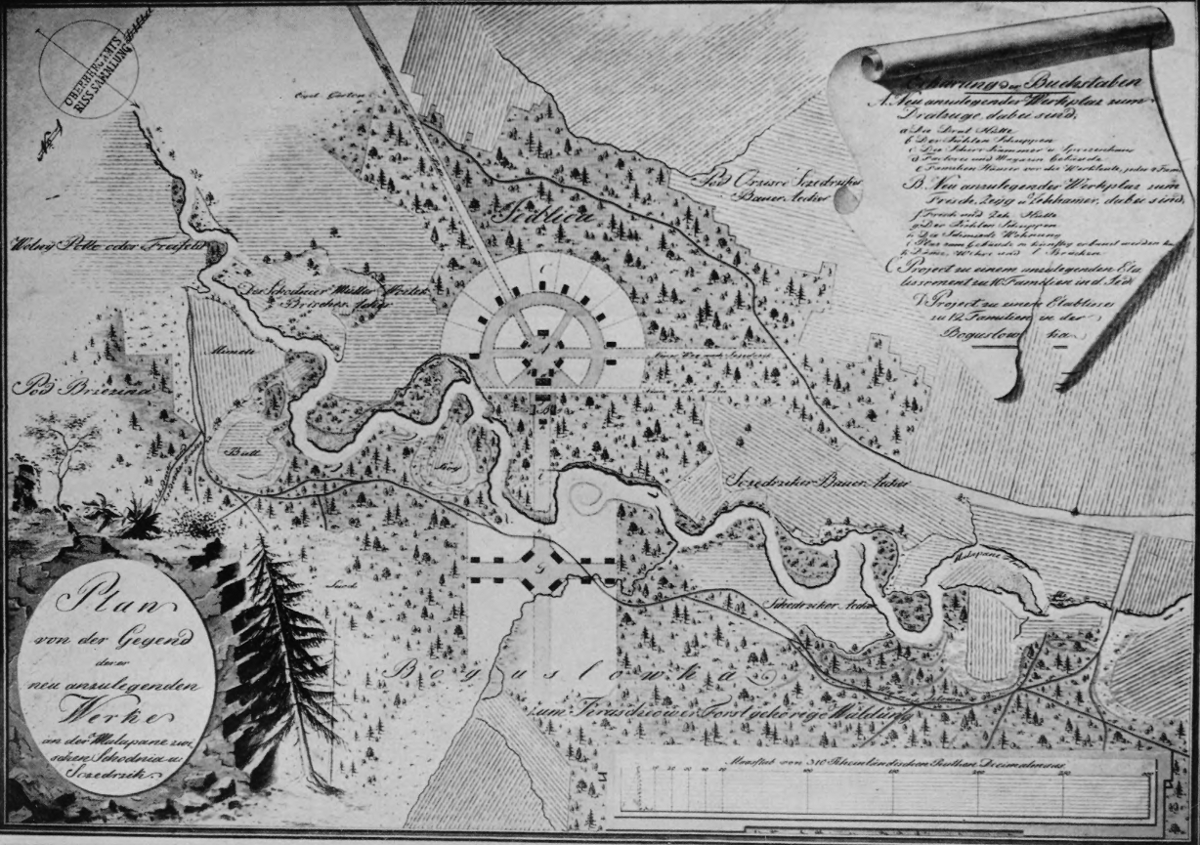
Ursprünglicher Kolonieplan

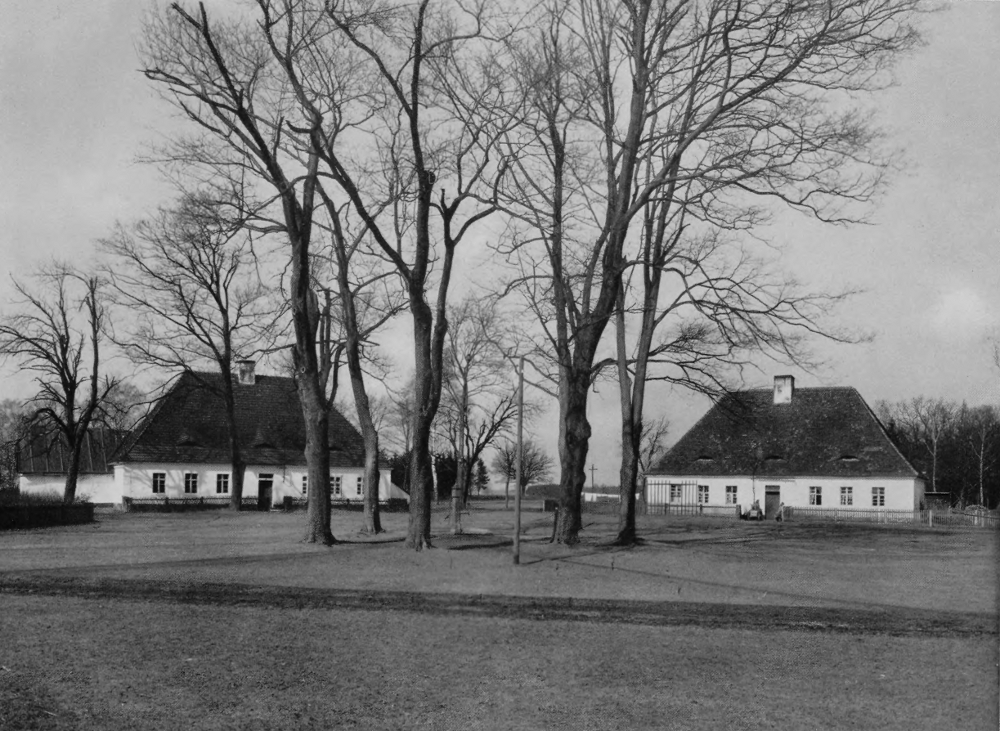
Historische Bebauung in den 1930er Jahren

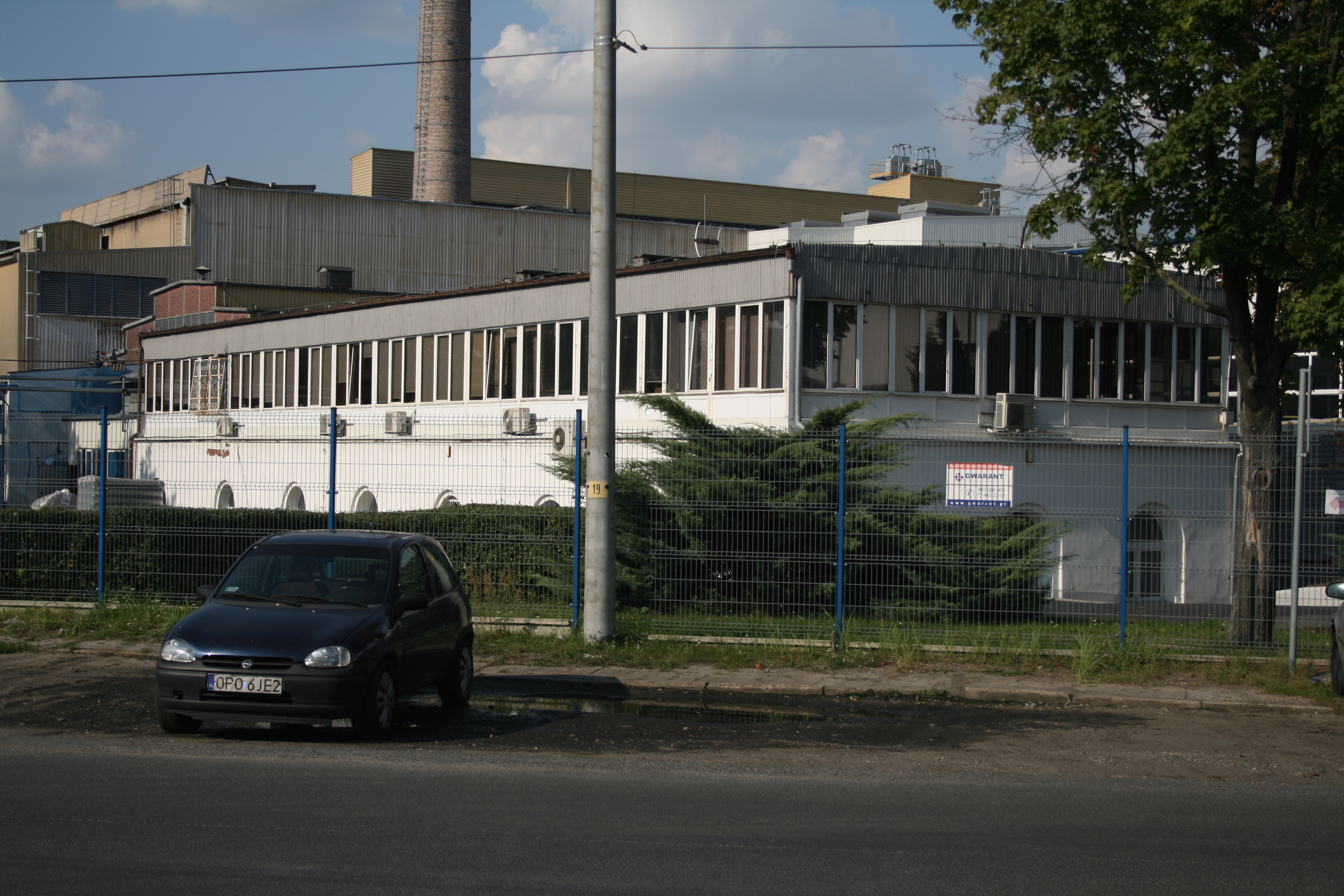
Verwaltungsgebäude der Glashütte

Das 1754 eröffnete Hüttenwerk Malapane war so produktiv, dass aus den Überschüssen 1775 ein zweites Hüttenwerk nordwestlich von Malapane gebaut werden konnte, mit dem der Eisenbedarf gedeckt werden sollte. Das Jedlitzer Werk bestand aus einem Frischfeuer und einem Zeug- und Zainhammer. Für das Werk wurde ein Kanal gebaut, um es mit Wasser der Malapane anzutreiben. Um das Hüttenwerk Jedlitze sollte eine Kolonie gebaut werden. Die Planungen sahen zwei Teile oder Orte vor, westlich der Malapane sollte eine kreisförmige Bebauung erfolgen, mit einem inneren und einem weiteren äußeren Ring, östlich der Malapane sollte eine kreuzförmige Bebauung erfolgen. Die Kolonie wurde nie vollendet, auch sonst entwickelte sich der Ort kaum, es blieb über die nächsten Jahrzehnte bei wenigen Häusern. Die Bebauung östlich der Malapane blieb komplett aus. Dies wohl auch, weil durch den Bau der benachbarten Kolonie Antonia der Bedarf an Wohnhäusern deutlich zurückging.
1818 wurde der Ort als Jedli(t)ze erwähnt und hatte zehn Häuser, drei Frischfeuer und einen Zainhammer. 1865 bestand Jedlitze aus dem Werk, vier Arbeiterfamilienhäusern, einem Zinkblech-Produkte-Magazin, einem Kretscham mit Stallung, einem Beamtenhaus mit Stallungen und Scheuer, zwei Kohlenschoppen und einem Werk- und Spritzenschoppen. Im Werk befanden sich zwei Hüttengebäude, vier Frischfeuer mit zwei Doppelessen mit Winderhitzungsvorrichtungen, vier gusseiserne Hammergerüste, Doppelzylindergebeläse, ein Ambosschleifwerk, ein Zinkblech-Walzwerk mit Glüh- und Umschmelzöfen und zwei Zirkularscheren.
Jedlitze verblieb nach der Volksabstimmung in Oberschlesien 1921 beim Deutschen Reich. Bis zum Ende des Zweiten Weltkriegs 1945 befand sich der Ort im Landkreis Oppeln.
Als Folge des Zweiten Weltkriegs fiel Jedlitze 1945 mit dem größten Teil Schlesiens an Polen und wurde in Jedlice umbenannt. Die einheimische deutsche Bevölkerung wurde, soweit sie nicht vorher geflohen war, weitgehend vertrieben. Die neu angesiedelten Bewohner waren teilweise Zwangsumgesiedelte aus Ostpolen, das an die Sowjetunion gefallen war.
Als Folge des Zweiten Weltkriegs fiel Jedlitze 1945 mit dem größten Teil Schlesiens an Polen. Nachfolgend wurde es Jedlice umbenannt. Die einheimische deutsche Bevölkerung wurde, soweit sie nicht vorher geflohen war, weitgehend vertrieben. Die neu angesiedelten Bewohner waren teilweise Zwangsumgesiedelte aus Ostpolen, das an die Sowjetunion gefallen war.
1945–1950 gehörte Jedzinek Woiwodschaft Schlesien und danach zur Woiwodschaft Opole. 1960 wurde in den Werksgebäuden eine Glashütte eingerichtet. 1999 kam der Ort zum wiedergegründeten Powiat Opolski.

## Sehenswürdigkeiten und Bauwerke
Überreste eines metallurgischen Anwesens und eines Stahlwerks sowie der städtebauliche Grundriss aus dem 18.–19. Jahrhundert:
- Hüttengebäude von 1805
- Alte Wohnhäuser an der Ulica Feniks 2, 3, 4 und 5
- Arbeitskanal der Malapane
- Beatenhof (Beatka) von 1780 (Haus Nr. 35)